# トゥナイト・アイム・ユアーズ
『トゥナイト・アイム・ユアーズ』(Tonight I'm Yours)は、ロッド・スチュワートが1981年に発表した11作目のスタジオ・アルバム。スチュワートがニュー・ウェイヴやシンセポップの要素を取り入れた最初のアルバムと位置付けられている。

## 背景
「燃えろ青春」は、クレジット上ではカーマイン・アピスがドラムスを演奏したことになっているが、実際にはオーバーハイムのシーケンサーやドラムマシンも使用されており、アピス自身によれば「俺はハイハットとシンバルを叩いて、ドラムマシンにオーバー・ダビングした」とのことである。「夢をいつまでも」は、テリー・フォックス及びCanadian Cancer Societyに捧げられた。
本作制作時のアウトテイク「Thunderbird」は、2009年発売のボックス・セット『The Rod Stewart Sessions 1971-1998』に初収録された。

## 反響・評価
全英アルバムチャートでは20週トップ100入りするが、最高位は8位に終わり、『エヴリ・ピクチャー・テルズ・ア・ストーリー』（1971年）以降のソロ・アルバムとしては初めて、全英トップ5入りを逃す結果となった。全英シングルチャートでは「トゥナイト・アイム・ユアーズ」が8位、「燃えろ青春」が11位、「ハウ・ロング」が41位を記録した。
アメリカでは本作がBillboard 200で11位に達し、「燃えろ青春」は1981年12月19日付のBillboard Hot 100で5位を記録し、続く「トゥナイト・アイム・ユアーズ」は1982年3月20日付のHot 100で20位に達した。スウェーデンのアルバム・チャートでは7回（14週）連続でトップ10入りし、うち2回（4週）にわたって2位となった。
Stephen Thomas Erlewineはオールミュージックにおいて5点満点中4点を付け、「トゥナイト・アイム・ユアーズ」及び「燃えろ青春」を本作の鍵として挙げ「これらの曲は、正統派のロックが神経質で奇妙なニュー・ウェイヴの魔力を先駆的に吸収した好例で、『トゥナイト・アイム・ユアーズ』を、軽いとはいえ楽しめる作品にした」と評している。また、ロバート・クリストガウは本作にBを付け「彼は、デペッシュ・モードこそが次世代のヴァニラ・ファッジと考えているかのような前進を遂げている」と評している。

## 収録曲
1. トゥナイト・アイム・ユアーズ - Tonight I'm Yours (Don't Hurt Me) (Rod Stewart, Jim Cregan, Kevin Savigar) - 4:12
2. ハウ・ロング - How Long (Paul Carrack) - 4:14
3. トラ、トラ、トラ - Tora, Tora, Tora (Out with the Boys) (R. Stewart) - 4:31
4. ティア・イット・アップ - Tear It Up (Dorsey Burnette, Johnny Burnette, David Burlinson) - 2:28
5. オンリー・ア・ボーイ - Only a Boy (R. Stewart, J. Cregan, K. Savigar) - 4:10
6. ジャスト・ライク・ア・ウーマン - Just Like a Woman (Bob Dylan) - 3:57
7. ジェラス - Jealous (R. Stewart, Carmine Appice, Jay Davis, Danny Johnson) - 4:33
8. サニー - Sonny (R. Stewart, J. Cregan, K. Savigar, Bernie Taupin) - 4:04
9. 燃えろ青春 - Young Turks (R. Stewart, C. Appice, Duane Hitchings, K. Savigar) - 5:03
10. 夢をいつまでも - Never Give Up on a Dream (R. Stewart, J. Cregan, B. Taupin) - 4:22

## レコーディング・メンバー
- ロッド・スチュワート - ボーカル
- ジム・クリーガン - ギター(all songs)、バックグラウンド・ボーカル(on #2, #3, #5, #9)
- ジェフ・バクスター - ギター(on #1)、ペダル・スティール(on #6)
- ロビン・ル・メシュリエ - ギター(on #2, #3, #4, #5, #6, #8, #10)
- ダニー・ジョンソン - ギター(on #7)
- ケヴィン・サヴィガー - キーボード(all songs)
- デュアン・ヒッチングス - キーボード(on #1, #9)
- ジェイ・デイヴィス - ベース(all songs)
- トニー・ブロック - ドラムス(on #2, #3, #4, #5, #6, #7, #8, #10)、パーカッション(on #1, #9)、タンブリン(on #10)、バックグラウンド・ボーカル(on #2, #3, #5, #9)
- カーマイン・アピス - スネアドラム(on #1)、ドラムス(on #9)、バックグラウンド・ボーカル(on #2, #5, #9)
- パウリーニョ・ダ・コスタ - パーカッション(on #7)
- トミー・ヴィグ - チューブラーベル(on #1)
- ジミー・ザヴァラ - サクソフォーン(on #3)、ハーモニカ(on #7)
- バイロン・バーライン - フィドル(on #5)
- リンダ・ルイス - バックグラウンド・ボーカル(on #1)
- The Pentacostal Community Choir - バックグラウンド・ボーカル(on #10)